# Casa Joan Asbornà
La casa Joan Asbornà és un edifici situat als carrers dels Escudellers i de n'Arai (plaça de George Orwell) de Barcelona, catalogat com a bé cultural d'interès local.

## Història
Va ser fet construir el 1777 pel forner Joan Asbornà (o Asbornà) i Prats, i posteriorment passà a mans d'Antoni Mestre i Asbornà (†1885).

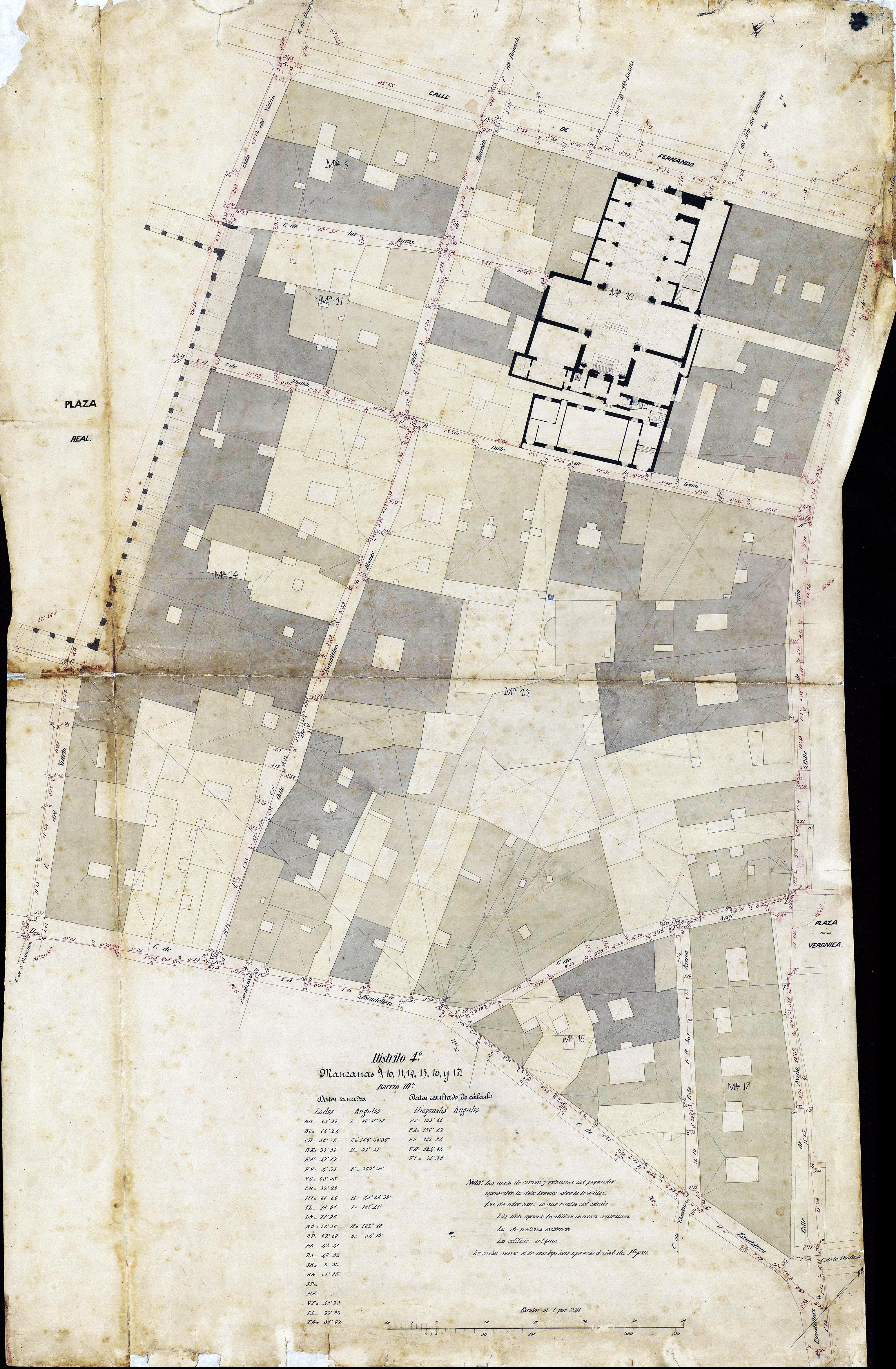
Quarteró núm. 117 de Garriga i Roca (c. 1860)

## Descripció
Consta de planta baixa, quatre pisos i un àtic, amb una esvelta torreta que arrenca del terrat, d'una alçada aproximada de 4 m, de la que es desconeix si és original del moment de la construcció.
Les obertures del centre de la planta baixa són d'arc escarser, mentre que les dels extrems són de llinda, igual que les de la resta de l'edifici. Les obertures de balcons i les finestres es troben en disposicions alternants, a més tots ells presenten brancals i llindes de pedra amb motllures. La forja dels balcons és molt homogènia, senzilla i sense trets destacables. El ràfec de contacte entre el quart pis i l'àtic és simple i presenta unes motllures ondulants.
El tret més destacable són els esgrafiats que cobreixen tota la façana. Aquests semblen representar temàtiques i al·legories vinculades amb els cicles agraris i el pas de les estacions. No obstant, aquests se situen tan sols a la primera planta. A la resta de l'immoble, els motius són prou repetitius en forma de sanefes, testeres i elements vegetals diversos.